# Helenka (struga)
Helenka – struga, lewy dopływ Liwca o długości 13,85 km i powierzchni zlewni 53,64 km². 
Źródło strugi znajduje się w okolicach Ujrzanowa. Przepływa przy granicy z Siedlcami przez Stok Lacki i Żabokliki.
Pierwotnie struga nosiła nazwę Rudnik. Obecna nazwa powstała w XIX wieku i została nadana na cześć Heleny Rostworowskiej, piętnastoletniej córki właściciela Stoku Lackiego Stanisława Rostworowskiego, która 3 kwietnia 1833 utopiła się w rozlewisku tej strugi.